# ビシャノプリオサウルス
ビシャノプリオサウルス (Bishanopliosaurus) は中生代ジュラ紀中期に中国の淡水地域で生息していた爬虫類で、首長竜の絶滅した属。四川省で化石が発掘されている。また、化石が発掘された中で、淡水地域で生息していたと推測されている首長竜はこの種のみである。

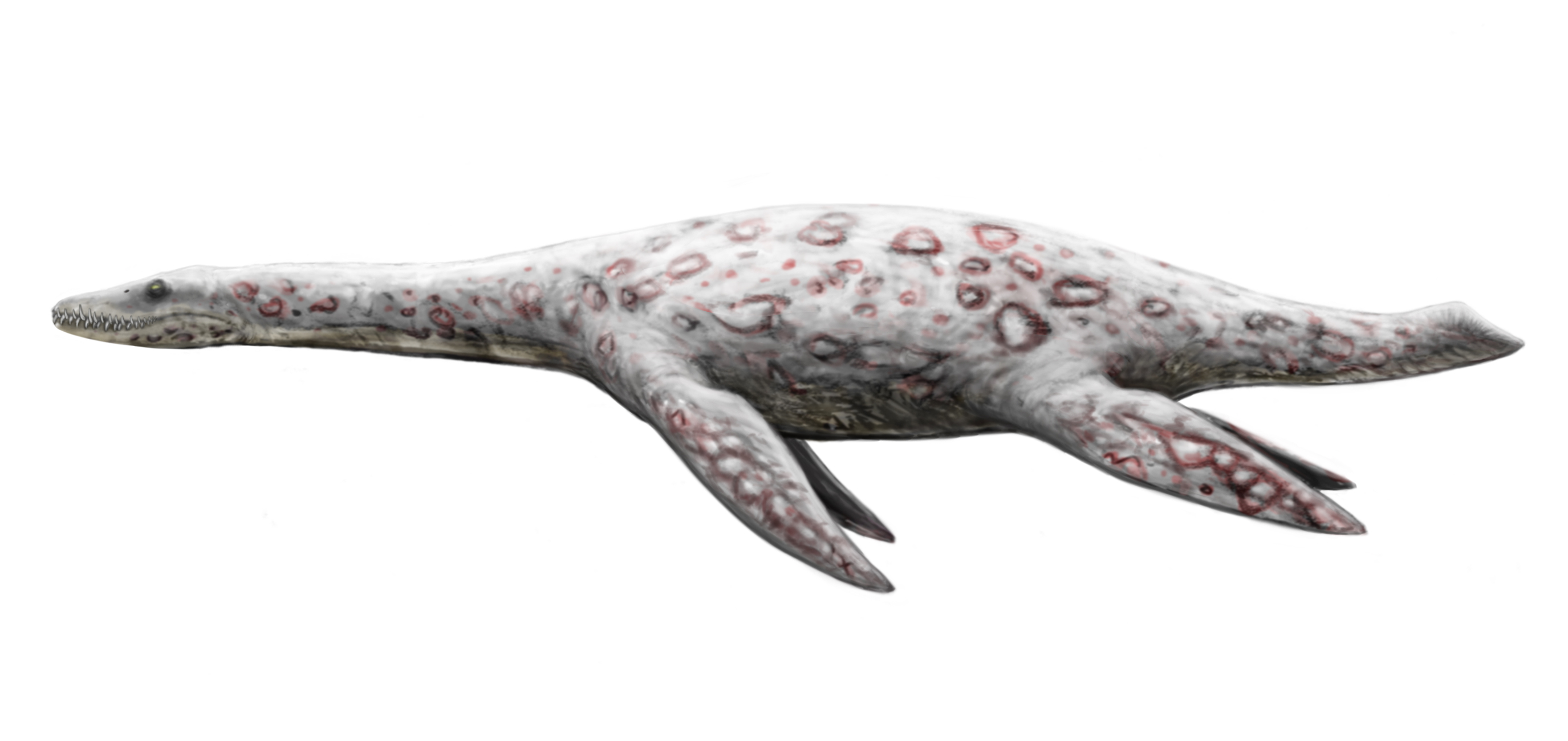
想像図

## 発見
1978年1月、中国重慶市璧山区で行われていた道路工事の際に発見された。報告を受けた四川省航空区域地質調査隊らが化石の些細を確認したのち、その一部が中国科学院古脊椎動物・古人類研究所に送還された。その後の研究・調査を経て、その化石は、中国での恐竜研究の第一人者としてのちに名を挙げることとなる研究者、董枝明によってビシャノプリオサウルスと命名された
。

## 特徴
首長竜は『首が長く頭が小さいグループ』（プレシオサウルス亜目）と『首が短く頭が大きいグループ』（プリオサウルス亜目）に大別される。ビシャノプリオサウルスはその名も示すようにプリオサウルス類である。
全長は4mと推定されている。